# Linopteropsis sparsepunctatus
Linopteropsis sparsepunctatus är en skalbaggsart som beskrevs av Stefan von Breuning och Jean François Villiers 1958. Linopteropsis sparsepunctatus ingår i släktet Linopteropsis och familjen långhorningar.
Artens utbredningsområde är Madagaskar. Inga underarter finns listade i Catalogue of Life.